# Current Allergy and Asthma Reports
Current Allergy and Asthma Reports is een internationaal, aan collegiale toetsing onderworpen wetenschappelijk tijdschrift op het gebied van de allergieën en immunologie. De naam wordt in literatuurverwijzingen meestal afgekort tot Curr. Allergy Asthma Rep.